# 黒岩祐治のニュースアングル
黒岩祐治のニュースアングル（くろいわゆうじのニュースアングル）は、ニッポン放送で2010年4月6日から9月29日に放送されていた報道番組。

## 番組概要
ニッポン放送は、2010年の上半期番組編成にて、元フジテレビの報道記者であった黒岩を起用したニュース解説番組を開始した。番組構成は黒岩の一人語りでニュースについて解説する構成である。
番組は上半期のみであったため、同年9月29日にて終了し、黒岩は2010年のナイターオフ番組である『サンデー ズバリ!ラジオ』に出演する事が決定した。

## 出演者

### パーソナリティー
- 黒岩祐治（元フジテレビ報道局キャスター、国際医療福祉大学大学院教授）